# Of Kings and Prophets
Of King and Prophets es una serie de televisión estadounidense creada por Adam Cooper y Bill Collage para la cadena de televisión ABC. Se trata de un drama bíblico basado en los Libros de Samuel. La serie sigue a un conjunto de personajes que incluyen a Saúl y David, los sucesivos reyes de Israel, sus familias y sus rivales políticos. Of Kings and Prophets está ambientada en el Reino de Israel, pero rodada en Ciudad del Cabo (Sudáfrica).
La serie estaba originalmente programada para estrenarse a finales de 2015. Sin embargo, debido a cambios creativos, su estreno se retrasó hasta la mitad de la temporada de televisión 2015-16, finalmente se estrenó el 8 de marzo de 2016, pero debido a sus bajos datos de audiencia, ABC canceló la serie después de emitir únicamente dos episodios. La serie completa, que consta de nueve episodios, fue emitida finalmente en diversas plataformas digitales.

## Argumento
1000 años antes de Cristo, Saúl, el primer rey israelita trata de defender a su nación contra los ataques de los filisteos. Para ello arregla un matrimonio para su hija Merab (Jeanine Mason) con el heredero de otra de las tribus para que se puedan unificar y así poder enfrentar juntos la amenaza filistea. No obstante, la política de Saúl se ve interrumpida por la irrupción del profeta Samuel (Mohammad Bakri), quien entrega al rey un mensaje de Dios. En el que le ordena que debe atacar a los amalecitas, porque si no el tiempo de su reinado habrá llegado a su fin.
Al mismo tiempo, y en una trama secundaria, se cuenta la historia del joven David (Olly Rix) un pastor que pierde todas sus ovejas debido al ataque de un león, por lo que se ve obligado a abandonar su aldea y marcharse a Jerusalén, la capital del reino de Israel, donde vivirá un sinfín de aventuras hasta convertirse en el próximo rey ungido de los judíos y el esposo de Merab.

## Producción
El estreno de la serie estaba previsto para 2015, pero se retrasó debido a reacciones tibias al episódio piloto original. Luego se incorporó al equipo el cocreador de Narcos, Chris Brancato, y el piloto se reformuló y se volvió a filmar. Finalmente se estrenó el 8 de marzo de 2016.
Los escritores Adam Cooper y Bill Collage dijeron en la rueda de prensa de presentación de la serie en la Asociación de Críticos de Televisión que «Estamos tratando de contar la historia que está en los libros de Saúl, que tiene mucho sexo y violencia por sí sola» con respecto a las escenas de sexo y violencia que aparece en la serie, también enfatizó que ninguna de las escenas de sexo o violencia es gratuitaː «La historia de amor es esencial para este primer capítulo. Buscábamos en esa escena sugerir la pasión reprimida y la sexualidad entre estos dos personajes». El showrunner Chris Brancato aclaró más tarde que: «Esta historia es un Antiguo Testamento [uno que es] violento [y] empapado de sexo. Es una de las primeras telenovelas del mundo. ... Verás un programa que es de buen gusto pero que también cuenta una historia que puedes leer si quieres leer la Biblia». El entonces presidente de ABC, Paul Lee describió el episodio piloto de la serie simplemente como «musculoso».
Cooper sugirió que, de ser necesario, algunas de las escenas más gráficas de la serie pueden editarse para su transmisión pública y publicar las escenas originalmente previstas para su visualización en línea. De hecho, esto ocurrió con el primer episodio, que se lanzó en línea con contenido sexuales adicionales y desnudez que no se vio en la transmisión de ABC, debido a las restricciones para las televisiones con respecto a la desnudez. Aunque las escenas de violencia no fueron censuradas.

## Reparto
| - Ray Winstone como Saúl, rey de Israel - Olly Rix como David, un pastor y futuro rey de Israel - Simone Kessell como Ahinoam, la reina de Israel y esposa de Saúl - James Floyd como Ishbaal, hijo menor de Saúl y Ahinoam - Haaz Sleiman como Jonathan, el hijo mayor de Saúl y Ahinoam - Maisie Richardson-Sellers como Michal, hija menor de Saúl y concubina kushita - Jeanine Mason como Merav, hija mayor de Saúl y Ahinoam - Mohammad Bakri como Samuel, profeta de Israel - David Walmsley como Yoab, sobrino de David - Nathaniel Parker como Achish, rey de los filisteos | - Louis Talpe como Eliab, hermano mayor de David y soldado del ejército de Saúl. - Christina Chong como Rizpah, concubina de Saúl - Rowena King como Zaphra - Lyne Renee como El Brujo de Endor - Alex McGregor como Sarah |

## Episodios
| Temporada | Temporada | Episodios | Emisión original   | Emisión original  |
| Temporada | Temporada | Episodios | Inicio             | Final             |
| --------- | --------- | --------- | ------------------ | ----------------- |
|           | 1         | 9         | 8 de marzo de 2016 | 3 de mayo de 2016 |

| N.º | Título                            | Director         | Guionista                      | Primera emisión     | Audiencia (en millones) |
| --- | --------------------------------- | ---------------- | ------------------------------ | ------------------- | ----------------------- |
| 1   | «Offerings of Blood»              | Michael Offer    | Adam Cooper & Bill Collage     | 8 de marzo de 2016  | 3.33                    |
| 2   | «Let the Wicked Be Ashamed»       | Duane Clark      | Theresa Rebeck                 | 15 de marzo de 2016 | 2,42                    |
| 3   | «Lest I Sleep the Sleep of Death» | Michael Robison  | Adam Cooper                    | 22 de marzo de 2016 | —                       |
| 4   | «Beasts of the Reeds»             | David Boyd       | Dan Dworkin & Jay Beattie      | 29 de marzo de 2016 | —                       |
| 5   | «Little Lower than the Angels»    | Jean de Segonzac | Janet Lin                      | 5 de abril de 2016  | —                       |
| 6   | «Honor in the Dust»               | Romeo Tirone     | Theresa Rebeck                 | 12 de abril de 2016 | —                       |
| 7   | «Train My Hands for War»          | Duane Clark      | Zach Calig                     | 19 de abril de 2016 | —                       |
| 8   | «Broken Teeth of the Ungodly»     | Bobby Roth       | Dan Dworkin & Jay Beattie      | 26 de abril de 2016 | —                       |
| 9   | «No King is Saved»                | Ericson Core     | Paul Eckstein & Angela LaManna | 3 de mayo de 2016   | —                       |

## Recepción
La serie recibió críticas generalmente negativas y algunos críticos la compararon negativamente con Game of Thrones. En Metacritic, la primera temporada de Of Kings and Prophets recibió una puntuación de 47/100 basada en 16 reseñas de medios, lo que indica «reseñas mixtas o promedio». En Rotten Tomatoes, tiene un índice de aprobación del 29% basado en 17 reseñas de medios con un consenso crítico: «Of Kings and Prophets intenta agregar un giro inspirado en Game of Thrones al Antiguo Testamento, pero termina en un lío sin rumbo». A favor del programa, la revista Variety escribió: «Sus decorados, carpas y mercados a menudo tienen un nivel de detalle agradablemente realista, y algunos detalles del paisaje al aire libre de Sudáfrica (que representa al antiguo Israel) son impresionantes». IGN señaló: «Tiene algunas cosas a su favor, incluidos altos valores de producción y temas políticos y religiosos intrigantes. Winstone (como Saúl) aporta una calidad muy humana al personaje que generalmente se deja fuera de otras representaciones».
El periódico inglés The Guardian criticó especialmente la forma confusa y atropellada en que la serie presenta a un gran número de personajes y situaciones en los primeros veinte minutos de la producción haciendo casi imposible, para alguien que no tiene amplios conocimientos de la biblia, entender realmente el argumento de la serie. Aunque alabó las escenas grabadas en escenarios naturales de Sudáfrica, las escenas de batallas y la ambientación en general, finalmente añadió que «todos los disfraces, el maquillaje y la cuidada peluquería no ocultán el hecho de que la narrativa es descuidada, las actuaciones exageradas y la estructura general un poco confusa».
La Parents Television Council criticó la serie por sus escenas de sexo y violencia y pidió que se eliminara de la programación de la cadena. La PTC ha comparado el contenido del programa con una versión de «transmisión» de Game of Thrones.
El primer episodio de la serie tuvo unos 3,32 millones de espectadores. El segundo episodio tuvo unos índices de audiencia más bajos, con una visualización en vivo de 2,42 millones de espectadores, lo que llevó a la cancelación de la serie. El hecho de que una manera tan evidente intentara invocar a Game Of Thrones desde el principio y la gran cantidad de escenas de sexo y violencia que muestra la serie tampoco ayudó a su credibilidad.